# Габријел Меркадо
Габријел Меркадо (Пуерто Мадрин, 18. март 1987) је аргентински професионални фудбалер, који игра за шпанску Севиљу.
Каријеру је започео у клубовима Расинг Авељанеда и Естудијантес Ла Плата, а од 2012. године играо је у ФК Ривер Плејт, са којим је освоји шест домаћих и међународних турнира, укључујући и Копа либертадорес 2015. године. Клуб је напустио 2016. године, када се прикључио Севиљи.
 За репрезентацију Аргентине заиграо је 2010. године.

## Клупска каријера

### Рана каријера
Рођен је у Пуерто Мадрину, у аргентинској провинцији Чубут 18. марта 1987. године. Прву професионалну утакмицу у каријери имао је 21. фебруара 2007. године за ФК Расинг Авељанеда, када је његов тим победио Сан Лорензо резултатом 0–1.
У јулу 2010. године заиграо је за ФК Естудијантес Ла Пала, а у јулу 2012. године за Ривер Плејт.

### ФК Севиља
Меркадо је за Севиљу потписао уговор 2016. године. Први огл постигао је 20. септембра 2016. године на утакмици против Реал Бетиса.

## Репрезентативна каријера
За репрезентацију Аргентине до 20. година, Меркадо је заиграо јужноамеричком шампионату за млађегорије 2007. године у Парагвају и на Светском првенство у фудбалу до 20 година, 2007. године.
За сениорски тим заиграо је на позив Дијега Марадоне, 10. фебруара 2010. године, на утакмици против репрезентације Јамајке.
Играо је и на Светском првенство у фудбалу 2018. године у Русији.

## Статистика каријере

### Репрезентативна
статистика до 30. јуна 2018
| Аргентина | Аргентина | Аргентина |
| Год       | Ута       | Гол       |
| --------- | --------- | --------- |
| 2010      | 1         | 0         |
| 2011      | 0         | 0         |
| 2012      | 0         | 0         |
| 2013      | 0         | 0         |
| 2014      | 0         | 0         |
| 2015      | 1         | 0         |
| 2016      | 10        | 2         |
| 2017      | 5         | 1         |
| 2018      | 6         | 1         |
| Total     | 23        | 4         |

### Голови за репрезентацију
| % | Датум         | Локација                                          | Противник | Гол | Резултат | Такмичење                                                |
| - | ------------- | ------------------------------------------------- | --------- | --- | -------- | -------------------------------------------------------- |
| 1 | 24. март 2016 | Стадион Насионал де Чиле, Сантијаго де Чиле, Чиле | Чиле      | 2–1 | 2–1      | Квалификације за Светско првенство у фудбалу 2018 — УЕФА |
| 2 | 29. март 2016 | Стадион Марио Алберто Кемпес, Кордоба, Аргентина  | Боливија  | 1–0 | 2–0      | Квалификације за Светско првенство у фудбалу 2018 — УЕФА |
| 3 | 9. јун 017    | Мелбурн крикет граунд, Мелбурн, Аустралија        | Бразил    | 1–0 | 1–0      | Амерички суперкласико 2017.                              |
| 4 | 30. јун 2018  | Казањ арена, Казањ, Русија                        | Француска | 2–1 | 3–4      | Светско првенство у фудбалу 2018.                        |

## Трофеји

### Естудијантес Ла Плата
- Аргентинска примера дивизија: 2010

### Ривер Плејт
- Аргентинска примера дивизија: 2014
- Копа кампеонато: 2013/14
- Куп Јужне Америке: 2014
- Рекопа судамерикана: 2015
- Копа либертадорес: 2015
- Првенство Суруга: 2015
- Куп Аргентине: 2016

### Аргентина
- Светско првенство у фудбалу до 20 година: 2007
- Копа Америка: 2016, другопласирани
- Јужноамерички супер класико: 2017